# Bombardeiro Combinado Ofensivo
A Ofensiva Combinada de Bombardeiros (CBO) foi uma ofensiva aliada de bombardeio estratégico durante a Segunda Guerra Mundial na Europa. A parte primária do CBO foi dirigida contra alvos da Luftwaffe, que foi a maior prioridade de junho de 1943 a 1 de abril de 1944.  As campanhas subsequentes de maior prioridade foram contra instalações de armas-V (junho de 1944) e petróleo, óleo e plantas (setembro de 1944). Alvos adicionais do CBO incluíam pátios ferroviários e outros alvos de transporte, particularmente antes da invasão da Normandia e, juntamente com equipamento militar,  nos estágios finais da guerra na Europa.
A campanha de bombardeio britânica foi travada principalmente à noite por um grande número de bombardeiros pesados até os últimos estágios da guerra, quando as defesas dos caças alemães foram tão reduzidas que o bombardeio diurno era possível sem risco de grandes perdas. O esforço dos EUA foi diurno – formações massivas de bombardeiros com escolta de caças. Juntos, eles realizaram um esforço de bombardeio 24 horas por dia, exceto onde as condições climáticas impediam as operações.
A diretiva à queima-roupa iniciou a parte primária da Ofensiva Combinada de Bombardeiros Aliados, destinada a paralisar ou destruir a força dos caças aéreos alemães, afastando-os assim das operações da linha de frente e garantindo que não seriam um obstáculo à invasão do Noroeste da Europa. A diretriz emitida em 14 de junho de 1943 ordenou que o Comando de Bombardeiros da RAF e a Oitava Força Aérea dos EUA bombardeassem alvos específicos, como fábricas de aeronaves; a ordem foi confirmada na Conferência de Quebec em 1943.

## Diretiva de Casablanca
1. caça monomotor (22 alvos)
2. rolamentos (10)
3. produtos petrolíferos (39)
4. rebolos e abrasivos brutos (10)
5. metais não ferrosos (13)
6. borracha sintética e pneus de borracha (12)
7. plantas de construção de submarinos e base] (27)
8. veículos de transporte militar (7)
9. transporte
10. coquerias (89)
11. obras de ferro e aço (14)
12. máquinas-ferramentas (12)
13. energia elétrica (55)
14. equipamento elétrico (16)
15. instrumentos de precisão óptica (3)
16. produtos químicos
17. comida (21)
18. nitrogênio (21)
19. artilharia antiaérea e antitanque

Tanto os britânicos como os EUA (através da Divisão de Planos de Guerra Aérea) tinham elaborado os seus planos para atacar as potências do Eixo.

Depois que o Ministério Britânico de Guerra Econômica (MEW) publicou o "Bombers' Baedeker" em 1942, que identificou o "gargalo" das indústrias alemãs de petróleo, comunicações e rolamentos de esferas, os Chefes do Estado-Maior Combinados concordaram na Reunião de Casablanca de janeiro de 1943 Conferência para conduzir a "Ofensiva de Bombardeiros do Reino Unido" e o Ministério da Aeronáutica Britânico emitiu a diretiva de Casablanca em 4 de Fevereiro com o objectivo de:
"A progressiva destruição e deslocação dos sistemas militares, industriais e económicos alemães e o enfraquecimento do moral do povo alemão a um ponto em que a sua capacidade de resistência armada é fatalmente enfraquecida. Todas as oportunidades a serem aproveitadas para atacar a Alemanha durante o dia, para destruir objetivos que são inadequados para ataques noturnos, para manter a pressão contínua sobre o moral alemão, para impor pesadas perdas à força de caça diurna alemã e para conservar a força de caça alemã longe dos teatros russos e mediterrâneos de guerra."
Depois de iniciar a preparação de um plano de alvos dos EUA em 9 de dezembro de 1942; em 24 de março de 1943, o General Henry H. Arnold, o comandante da USAAF, solicitou informações sobre o alvo aos britânicos, e o "Relatório do Comitê de Analistas de Operações" foi submetido a Arnold em 8 de março de 1943  e depois ao comandante da Oitava Força Aérea, bem como ao Ministério da Aeronáutica Britânica, ao MEW e ao comandante da RAF. O relatório do COA recomendou 18 operações durante cada fase de três meses (esperava-se que 12 em cada fase fossem bem-sucedidas) contra um total de 6 sistemas-alvo vulneráveis, consistindo em 76 alvos específicos. Os seis sistemas eram 1) estaleiros e bases de construção de submarinos alemães, 2) indústria aeronáutica alemã, 3) fabricação de rolamentos de esferas, 4) produção de petróleo, 5) borracha sintética e pneus e 6) produção de veículos de transporte militar.  Usando o relatório do COA e informações do MEW, em abril de 1943 um comitê anglo-americano (composto pelos Chefes do Estado-Maior Britânico e pelo Estado-Maior Conjunto Americano) sob o comando do Tenente General Ira C. Eaker; liderado pelo Brigadeiro General Haywood S. Hansell, Jr.; e incluindo o Brig. Gen. Orvil A. Anderson completou um plano para a "Ofensiva Combinada de Bombardeiros do Reino Unido", que projetou a força dos bombardeiros dos EUA para as quatro fases (944, 1.192, 1.746 e 2.702 bombardeiros) até 31 de março de 1944.  Eaker adicionou um resumo e alterações finais, como: "Se o crescimento da força de caças alemã não for interrompido rapidamente, pode se tornar literalmente impossível realizar a destruição planejada"  (seção "Objetivos Intermediários") . 

## Plano CBO
Um comitê sob o comando de Eaker, liderado por Hansell e incluindo o Brigadeiro-general Orvil A. Anderson, elaborou um plano para Operações Combinadas de Bombardeiros. Concluído em abril de 1943, o plano recomendava 18 operações durante cada fase de três meses (esperava-se que 12 em cada fase fossem bem-sucedidas) contra 76 alvos específicos.  O plano também projetou a força dos bombardeiros dos EUA para as quatro fases (944, 1.192, 1.746 e 2.702 bombardeiros) até 31 de março de 1944. 
O "Plano Ofensivo de Bombardeiro Combinado" de Eaker foi "um documento elaborado para ajudar Arnold a conseguir mais aviões e homens para a 8ª Força Aérea " e não "projetado para afetar as operações britânicas de qualquer forma substantiva".  Enquanto o Plano CBO estava sendo desenvolvido, os britânicos elaboraram independentemente um plano em abril de 1943 intitulado "O Ataque ao GAF", que identificava a força dos caças alemães como "a arma mais formidável... contra a nossa ofensiva de bombardeiros" e defendia ataques a aeródromos e fábricas de aeronaves. O documento recomendava ataques a 34 aeródromos que estavam ao alcance das operações Rhubarb e Circus. O plano identificou dez cidades como adequadas para ataques por bombardeios diurnos de alto nível seguidos de ataques noturnos da RAF e pode ter influenciado a seleção de alvos pela Oitava AF (e, mais tarde, pela Nona AF).  Os Chefes de Estado-Maior Combinados  aprovaram o "Plano Eaker" em 19 de maio de 1943 e identificaram seis "sistemas-alvo" específicos, como a indústria aeronáutica alemã (incluindo força de caça): 
1. Objetivos intermediários 
Força dos caças alemães
2. Objetivos primários:
Estaleiros e bases submarinas alemãs
O restante da indústria aeronáutica alemã
Rolamentos de esferas
Petróleo (dependendo de ataques contra Ploiești)
3. Objetivos secundários:
Borracha sintética e pneus
Veículos militares de transporte motorizado

| 1942, 9 de dezembro em diante | Comitê de Analistas de Operações dos EUA         |
| 1943                          | Comitê Combinado de Planejamento Operacional     |
| 1943, 21 de julho             | Comitê Conjunto de Prioridades de Alvos Crossbow |
| 1944, 7 de julho              | Comitê Conjunto de Metas Petrolíferas            |
| Outubro de 1944               | Comitê Combinado de Metas Estratégicas           |

## Diretiva à queima-roupa (PBD)
Em 14 de junho de 1943, os Chefes do Estado-Maior Combinado emitiram a diretiva à queima-roupa que modificou a diretiva de Casablanca de fevereiro de 1943. Juntamente com os caças monomotores do plano CBO, os alvos à queima-roupa de maior prioridade eram as fábricas de aviões de combate, uma vez que a invasão da França pelos Aliados Ocidentais não poderia ocorrer sem a superioridade dos caças. Em agosto de 1943, a Conferência de Quebec confirmou esta mudança de prioridades.
Entre as fábricas listadas estavam a fábrica Messerschmitt de Regensburg (que seria atacada com alto custo em agosto), a de rolamentos de esferas Schweinfurter Kugellagerwerke (atacada em outubro e também causando pesadas perdas da USAAF) e a Wiener Neustädter Flugzeugwerke (WNF) que produzia Bf 109 lutadores.

## Início das operações
A Ofensiva Combinada de Bombardeiros começou em 10 de junho de 1943 durante a campanha de bombardeio britânica contra a indústria alemã na área do Ruhr, conhecida como a "Batalha do Ruhr". As operações à queima-roupa contra o "objetivo intermediário" começaram em 14 de junho de   e os "Efeitos da ofensiva de bombardeio no esforço de guerra alemão" (JIC (43) 294) pelo Subcomitê Conjunto de Inteligência foram emitidos em 22 de julho de 1943.
Os alemães construíram iscas noturnas em grande escala, como o local de isca Krupp (alemão: Kruppsche Nachtscheinanlage), que era um local de isca alemão da siderúrgica Krupp em Essen. Durante a Segunda Guerra Mundial, foi projetado para desviar os ataques aéreos aliados do local de produção da fábrica de armas.
As perdas durante os primeiros meses de operações à queima-roupa e a produção de bombardeiros dos EUA abaixo do planejado resultaram na reclamação do Chefe do Estado-Maior da Aeronáutica, Sir Charles Portal, sobre o atraso de 3 meses do CBO na Conferência do Cairo, onde os britânicos recusaram um pedido dos EUA para colocar o CBO sob um "único comandante aéreo estratégico aliado".   Depois que Arnold apresentou o "Plano para garantir a exploração mais eficaz da ofensiva combinada de bombardeiros" de 9 de outubro de 1943 em 22 de outubro, os "Chefes do Estado-Maior Conjunto Aliado" assinaram ordens para atacar "as indústrias aeronáuticas nas regiões do sul da Alemanha e da Áustria". 
Julho de 1943 foi a primeira vez que a USAAF coordenou um ataque no mesmo local que a RAF. Eles deveriam realizar duas missões diurnas contra alvos industriais (currais e estaleiros de submarinos) em Hamburgo, após o ataque de abertura da campanha da RAF contra Hamburgo. No entanto, os incêndios iniciados pelo bombardeio noturno obscureceram os alvos e a USAAF "não estava interessada em seguir imediatamente os ataques da RAF no futuro por causa do problema da fumaça".

Em outubro de 1943, o Marechal-Chefe do Ar Arthur Harris, C-in-C do Comando de Bombardeiros da RAF, escrevendo ao seu superior, instou o governo britânico a ser honesto com o público em relação ao propósito da campanha de bombardeio e a anunciar abertamente que:

"o objetivo da Ofensiva Combinada de Bombardeiros...deve ser declarado de forma inequívoca e pública. Esse objetivo é a destruição das cidades alemãs, o assassinato de trabalhadores alemães e a perturbação da vida civilizada em toda a Alemanha.
Deve sublinhar-se que a destruição de casas, serviços públicos, transportes e vidas, a criação de um problema de refugiados numa escala sem precedentes, e a quebra do moral, tanto a nível nacional como nas frentes de batalha, devido ao medo de bombardeamentos prolongados e intensificados, são objetivos aceites e pretendidos da nossa política de bombardeamento. Eles não são subprodutos de tentativas de atingir fábricas."

Em 13 de fevereiro de 1944, o CCS emitiu um novo plano para a "Ofensiva dos Bombardeiros", que não incluía mais o moral alemão no objetivo: 
destruição e deslocamento progressivos dos sistemas militares, industriais e económicos alemães, a ruptura de elementos vitais das linhas de comunicação e a redução material da força de combate aéreo alemã, através da prossecução bem sucedida da ofensiva combinada de bombardeiros a partir de todas as bases convenientes.
Seção 2, "Conceito"
Redução global da força de combate aéreo alemã nas suas fábricas, no solo e no ar, através de ataques de apoio mútuo por ambas as forças aéreas estratégicas, prosseguidos com determinação implacável contra as mesmas áreas ou sistemas-alvo, na medida em que as condições tácticas o permitam, a fim de criar a força aérea A situação mais propícia para OVERLORD é o propósito imediato da Ofensiva de Bombardeiros.

—Chefes de Estado-Maior Combinado, 13 de fevereiro de 1944
"O assunto do moral foi abandonado e [o número de cidades com alvos] me deu uma ampla gama de opções. ... as novas instruções, portanto, não fizeram diferença" para as operações do Comando de Bombardeiros da RAF (Arthur Harris).  O plano de 13 de fevereiro recebeu o codinome Argument, e depois que o clima se tornou favorável em 19 de fevereiro, as operações do Argument foram conduzidas durante a "Grande Semana" (20 a 25 de fevereiro). Harris afirmou que o plano do Argumento não era "uma operação de guerra razoável", e o Estado-Maior da Aeronáutica teve que ordenar que Harris bombardeasse os alvos à queima-roupa em Schweinfurt. 
Na prática, os bombardeiros da USAAF realizaram ataques diurnos em grande escala contra fábricas envolvidas na produção de aviões de combate. A Luftwaffe foi forçada a defender-se contra estes ataques, e os seus combatentes foram arrastados para a batalha com os bombardeiros e as suas escoltas. 

## Operações à queima-roupa

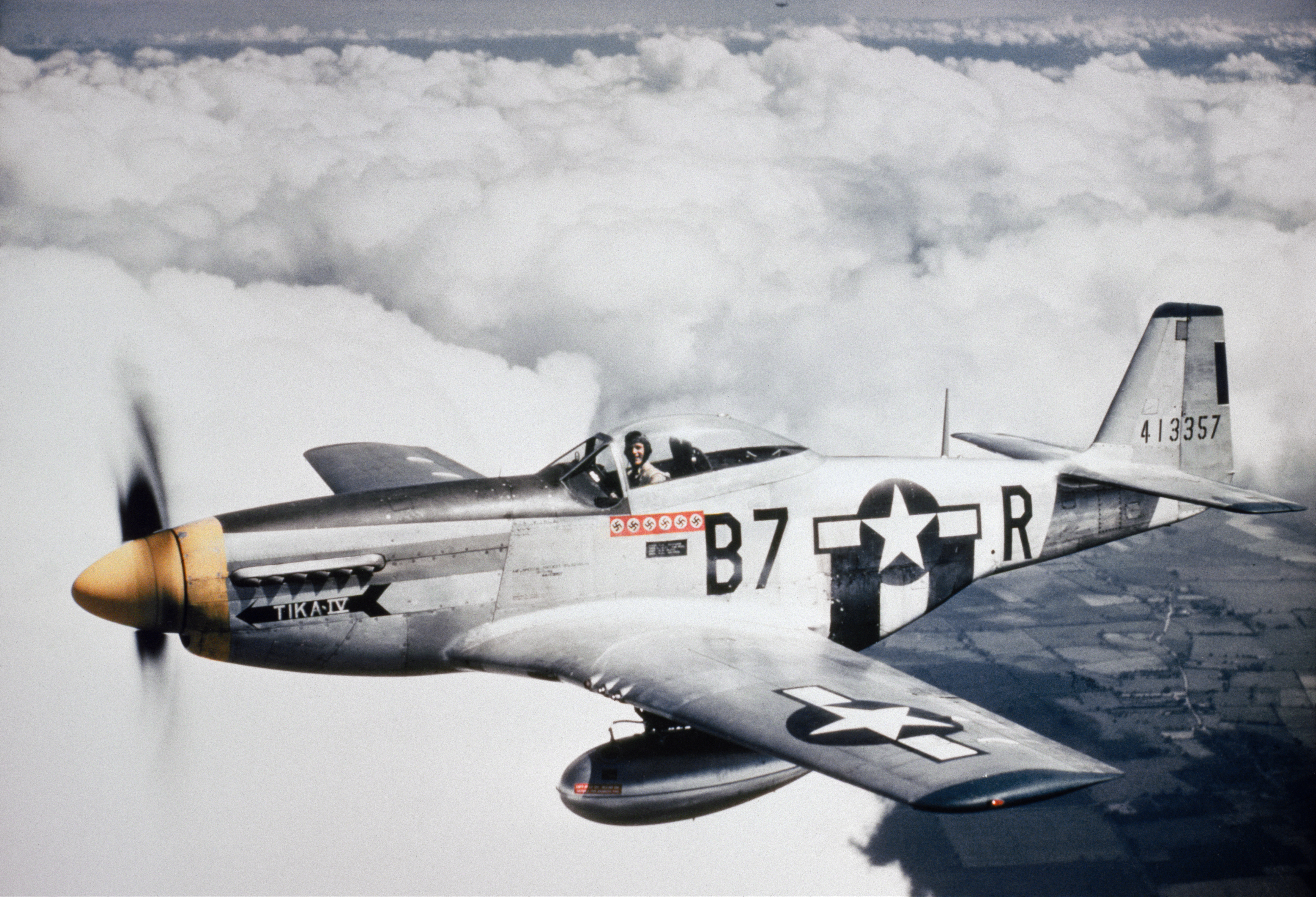
O caça North American P-51 Mustang tinha alcance para escoltar formações de bombardeiros nas profundezas da Alemanha e desempenho para enfrentar caças alemães.

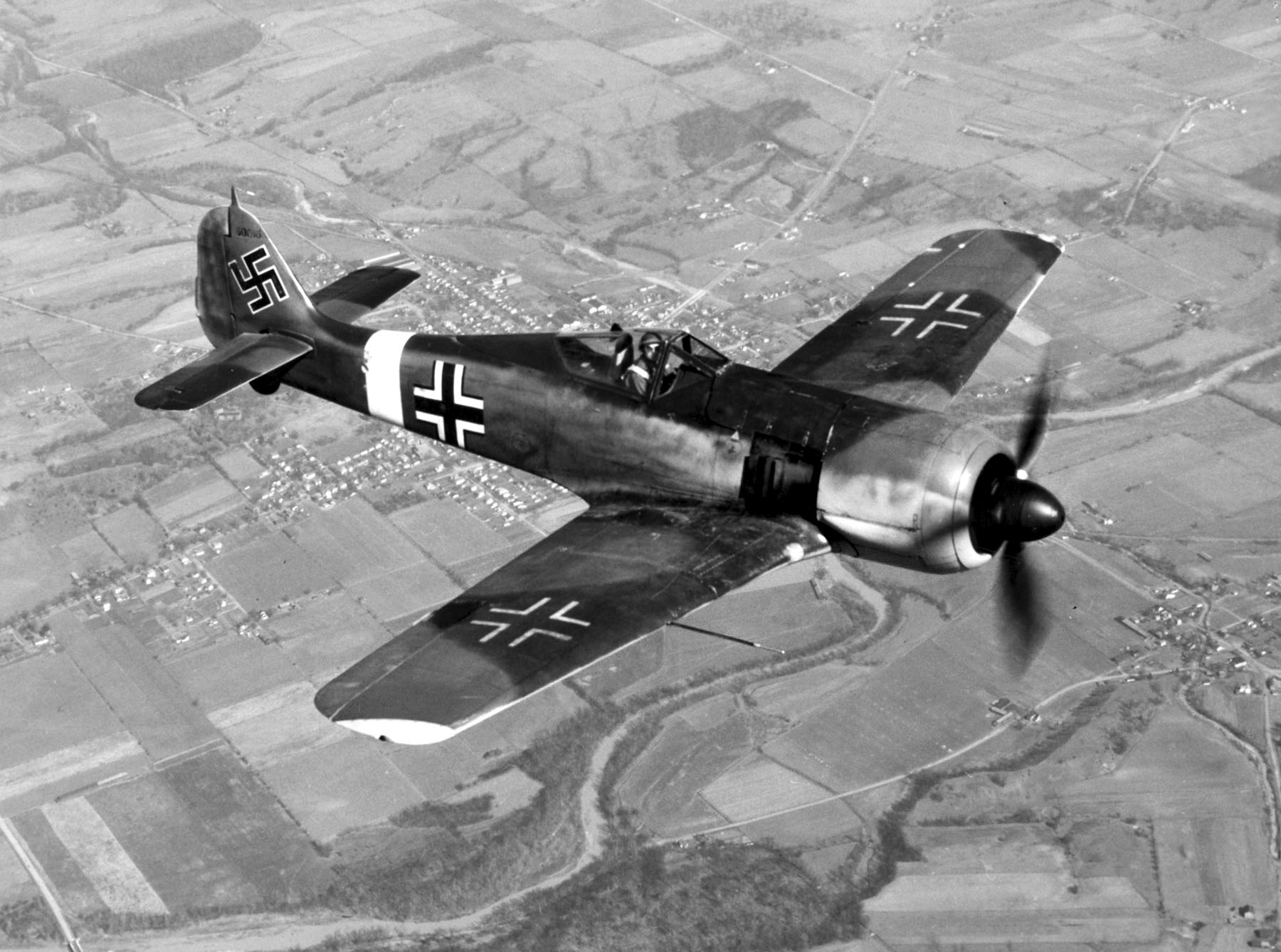
Caça monomotor Focke-Wulf Fw 190.

Após as pesadas perdas (cerca de um quarto das aeronaves) da "Quinta-feira Negra" (14 de outubro de 1943), a USAAF interrompeu os ataques nas profundezas da Alemanha até que fosse introduzida uma escolta que pudesse seguir os bombardeiros de e para seus alvos. Em 1944, os bombardeiros da USAAF – agora escoltados pelos Republic P-47 Thunderbolts e pelos North American P-51 Mustang – renovaram a sua operação. Eaker deu a ordem de "Destruir a força aérea inimiga onde quer que a encontre, no ar, no solo e nas fábricas".
Eaker foi substituído no início de 1944 como comandante da 8ª Força Aérea pelo então Major General Jimmy Doolittle A maior influência de Doolittle na guerra aérea europeia ocorreu no início de 1944, quando ele mudou a política da USAAF que exigia que os caças de escolta permanecessem com os bombardeiros em todos os momentos. Com sua permissão, alguns dos caças americanos em missões de escolta de bombardeiros voariam mais à frente das formações dos bombardeiros com a intenção de "limpar os céus" de qualquer caça da oposição da Luftwaffe que se dirigisse para as formações. Esta maior liberdade para os caças desativou fatalmente o Zerstörergeschwader ("asa de contratorpedeiro") de asas de caças pesados bimotores e seu substituto, o Sturmgruppen monomotor de Fw 190 fortemente armados, eliminando cada força de destróieres de bombardeiros dos céus da Alemanha durante o início de 1944. Depois que os bombardeiros atingiram seus alvos, os caças da USAAF ficaram livres para bombardear os aeródromos e transportes alemães na viagem de retorno à base, contribuindo significativamente para a conquista da superioridade aérea pelas forças aéreas Aliadas sobre a Europa.

### A Grande Semana (Big Week)
Logo após Doolittle assumir o comando da 8ª Força Aérea, entre 20 e 25 de fevereiro de 1944, como parte da Ofensiva Combinada de Bombardeiros, a USAAF lançou a "Operação Argumento", uma série de missões contra o Terceiro Reich que ficou conhecida como "Grande Semana ". A Luftwaffe foi atraída para uma batalha decisiva pela superioridade aérea através do lançamento de ataques massivos pelos bombardeiros da USAAF, protegidos por esquadrões da República P-47 Thunderbolts e P-51 Mustangs norte-americanos, contra a indústria aeronáutica alemã. Ao derrotar a Luftwaffe, os Aliados alcançaram a superioridade aérea e a invasão da Europa Ocidental pôde prosseguir.

### Batalha de Berlim

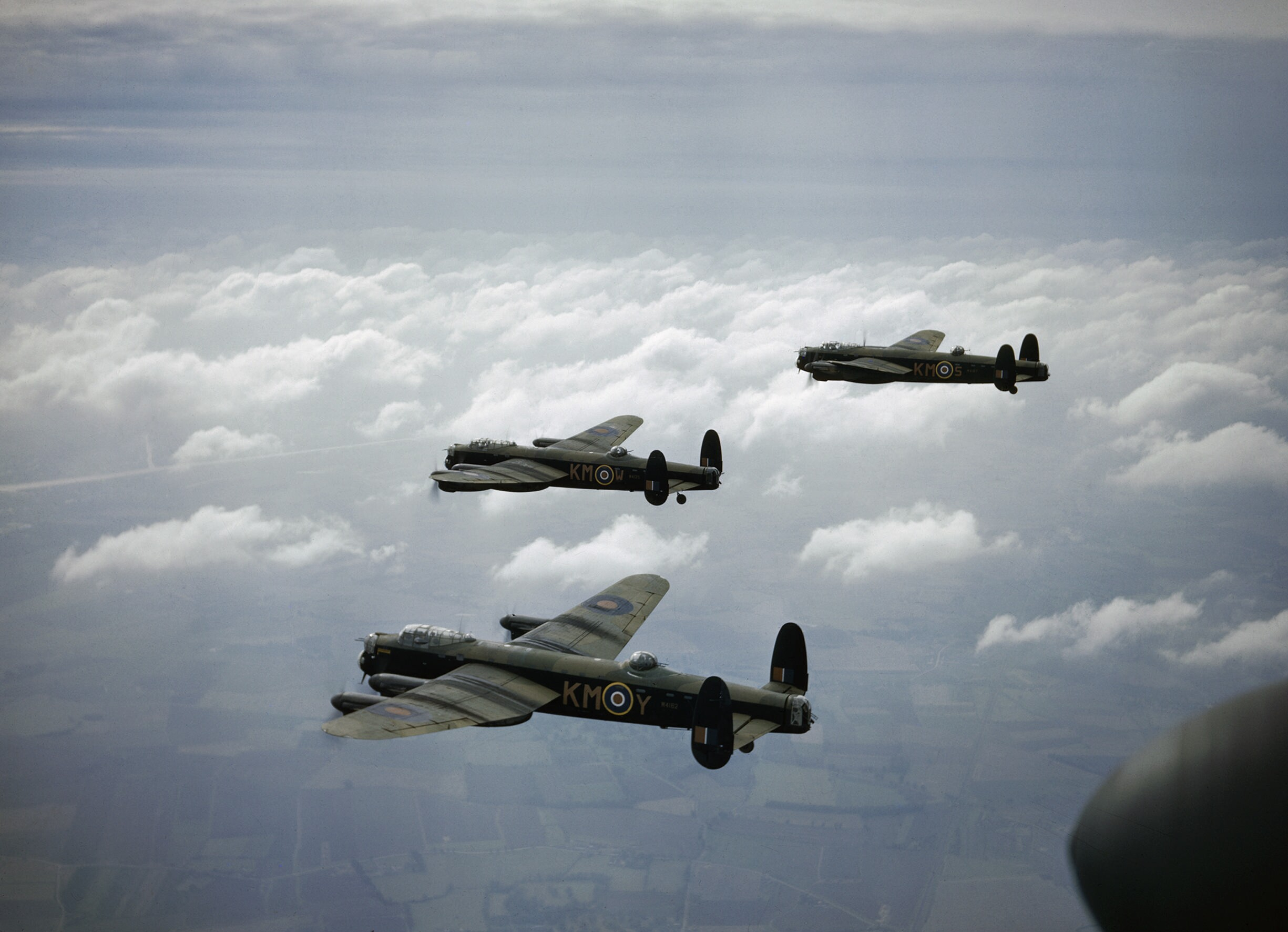
O Avro Lancaster foi a principal aeronave em serviço do Comando de Bombardeiros da RAF durante a Batalha de Berlim (inverno de 1943/44).

A formulação da directiva de Casablanca e da directiva à queima-roupa permitiu a Harris margem de manobra suficiente para continuar a campanha britânica de bombardeamento de área nocturna contra as cidades industriais alemãs, que tinha como alvo tanto as fábricas como - indirectamente através da destruição de habitações - os trabalhadores das fábricas.
Entre 18 de novembro de 1943 e 31 de março de 1944, o Comando de Bombardeiros da RAF travou a Batalha de Berlim, uma campanha de 16 grandes ataques à capital alemã, intercalados com muitos outros ataques maiores e menores em toda a Alemanha para reduzir a previsibilidade das operações britânicas. Nestes 16 ataques, a RAF destruiu cerca de 4.500 acres (18km2) de Berlim pela perda de 300 aeronaves. Harris planejou reduzir a maior parte da cidade a escombros, quebrar o moral alemão e assim vencer a guerra. Durante o período da batalha de Berlim, os britânicos perderam 1.047 bombardeiros em todas as suas operações de bombardeio na Europa, com mais 1.682 aeronaves danificadas, culminando no desastroso ataque a Nuremberg em 30 de março de 1944. A campanha não atingiu o seu objectivo estratégico e, juntamente com as perdas insustentáveis da RAF (7-12% das aeronaves comprometidas com os grandes ataques), os historiadores oficiais britânicos identificaram-na como uma derrota operacional para a RAF. No final da Batalha de Berlim, Harris foi obrigado a comprometer seus bombardeiros pesados nos ataques do Plano de Transporte às linhas de comunicação na França como parte dos preparativos para os desembarques na Normandia e a RAF não retornaria para iniciar a destruição sistemática da Alemanha até último trimestre de 1944.

### Resultado da Pointblank
A Operação Pointblank mostrou que as fábricas de aeronaves e rolamentos de esferas da Alemanha não eram muito vulneráveis a ataques aéreos. A sua produção de borracha sintética, munições, azoto e fluido etílico estava concentrada em menos fábricas e provavelmente teria sido muito mais vulnerável.  Apesar do bombardeio, "a produção alemã de caças monomotores ... no primeiro trimestre de 1944 foi 30% maior do que no terceiro trimestre de 1943, o que podemos tomar como valor base. No segundo trimestre de 1944, dobrou; no terceiro trimestre de 1944, triplicou, no espaço de um ano. Em setembro de 1944, a produção mensal de caças monomotores alemães atingiu seu pico durante a guerra – 3.031 aviões de combate. A produção total de caças monomotores alemães em 1944 atingiu a incrível cifra de 25.860 ME-109 e FW-190" (William R. Emerson). Após a Operação Pointblank, a Alemanha dispersou as 27 obras maiores  de sua indústria aeronáutica em 729 fábricas de médio e muito pequeno porte (algumas em túneis, cavernas e minas). 
No entanto, a Operação Pointblank ajudou a diminuir a ameaça da Luftwaffe contra os Aliados, e pelos desembarques na Normandia, a Luftwaffe tinha apenas 80 aeronaves operacionais na costa norte da França, que administrou cerca de 250 surtidas de combate contra o 13.743 surtidas aliadas naquele dia.
De acordo com Charles Webster e Noble Frankland, Big Week e o subsequente ataque à indústria aeronáutica reduziram "a capacidade de combate da Luftwaffe " ao ameaçar bombardear alvos estratégicos e "deixar os caças alemães sem outra alternativa senão defendê-los", mas “o combate foi travado principalmente e certamente vencido” pelos caças de longo alcance dos EUA.

## Plano aéreo Overlord
Durante a "campanha de inverno contra a indústria aeronáutica alemã... 11 de janeiro [-] 22 de fevereiro de 1944", A revisão começou no plano aéreo inicial do Overlord, que omitiu a exigência de "buscar a superioridade aérea antes que os pousos fossem tentados". Em vez disso, o plano era bombardear alvos de comunicações (primários) e pátios ferroviários e instalações de reparação (secundários). O Marechal do Ar Trafford Leigh-Mallory, que comandaria o elemento tático das forças aéreas invasoras, recebeu a responsabilidade em 26 de junho de 1943 pela elaboração do plano, e na reunião de 14 de fevereiro de 1944 sobre o plano aéreo Overlord, ele alegou que os caças alemães defenderiam e seriam derrotados durante os ataques aos pátios ferroviários e, caso contrário, a superioridade aérea seria conquistada nas praias do Dia D. Harris refutou que mesmo após os ataques ferroviários planejados, o tráfego ferroviário alemão seria suficiente para fornecer defesas contra invasões; e Spaatz propôs ataques à indústria na Alemanha para exigir que os combatentes fossem afastados das praias de Overlord para defender as fábricas. Tedder concluiu que um comitê precisava estudar a segmentação pré-Overlord, mas quando a comissão se reuniu em março, não foi alcançado consenso.

Em 25 de março de 1944, Portal presidiu uma reunião de generais e reafirmou que o objetivo à queima-roupa de superioridade aérea ainda era a maior prioridade do CBO. Embora o "Chefe do Estado-Maior Conjunto" tenha argumentado anteriormente que era impossível impedir o tráfego ferroviário militar alemão devido à grande capacidade de reserva,  para a prioridade secundária Portal identificou que os ataques pré-invasão ao pátio ferroviário só precisavam reduzir o tráfego de forma tática o poder aéreo poderia inibir as defesas inimigas durante as primeiras 5 semanas do OVERLORD. Sir John Kennedy e Andrew Noble argumentaram que a fração militar do tráfego ferroviário era tão pequena que nenhum bombardeio ferroviário teria impacto significativo nas operações. Tal como aprovado em 6 de Março pelo MEW e pela Missão dos EUA para os Assuntos Económicos, Spaatz propôs novamente que "a execução do plano petrolífero forçaria o inimigo a reduzir o consumo de petróleo... e... o poder de combate" durante Overlord. Embora "preocupado com o fato de os especialistas em transporte militar do Exército Britânico não terem sido consultados"  sobre o Plano de Transporte, Eisenhower decidiu que "além do ataque à GAF [Força Aérea Alemã], o plano de transporte era o único que oferecia um probabilidade razoável de as forças aéreas darem uma contribuição importante para a batalha terrestre durante as primeiras semanas vitais de Overlord". O controle de todas as operações aéreas foi transferido para Eisenhower em 14 de abril ao meio-dia. 

O general Carl Spaatz foi insistente — e correto. O inimigo lutaria por petróleo e perderia seus caças, suas tripulações e seu combustível.

Historiador da USAF Herman S. Wolk, junho de 1974
No entanto, depois que "muito poucos caças alemães se levantaram para contestar os primeiros ataques aos pátios ferroviários franceses"  e a Nona AAF (tática) na Inglaterra lançou 33.000 toneladas de bombas até abril sobre alvos ferroviários franceses, Churchill escreveu a Roosevelt em maio 1944 que ele não estava "convencido da sabedoria deste plano"  Embora a diretriz aérea Overlord original de Tedder em meados de abril não listasse nenhum alvo petrolífero,  Eisenhower permitiu que Spaatz testasse se a Luftwaffe defenderia mais fortemente os alvos petrolíferos. Durante os ataques experimentais de 12 e 28 de maio, os combatentes alemães defenderam fortemente os alvos petrolíferos e, depois de a invasão não ter começado durante o bom tempo de maio, os combatentes da Luftwaffe em França foram chamados de volta para defender a indústria do Reich. O plano alemão era aguardar a invasão e então, "sob as palavras 'Ameaçando Perigo Oeste'",  redistribuir a força dos caças para bases aéreas francesas não utilizadas quando necessário contra a invasão.  Os dois últimos Jagdgeschwader 26 Fw 190As, pilotados por Josef Priller e seu ala Heinz Wodarczyk, que seriam chamados de volta, conduziram duas das escassas surtidas diurnas da Luftwaffe sobre as praias da Normandia no Dia D, e em junho 08/07 a Luftwaffe começou a redistribuir c. 600 aeronaves para a França para atacar a cabeça de ponte da Normandia. 
As operações à queima-roupa terminaram no quinto dia da Invasão.  e a maior prioridade da Ofensiva Combinada de Bombardeiros passaram a ser as operações contra as armas de foguetes alemãs em junho de 1944 e a Campanha do Petróleo em setembro. A proposta de Tedder de manter os alvos petrolíferos como a mais alta prioridade e colocar "o sistema ferroviário da Alemanha em segunda prioridade"  foi aprovada pelo CSTC em 1 de novembro   Em 12 de abril de 1945, a Diretiva de Bombardeio Estratégico nº 4 encerrou a campanha de bombardeios estratégicos na Europa. 